# 小牧市立小牧小学校

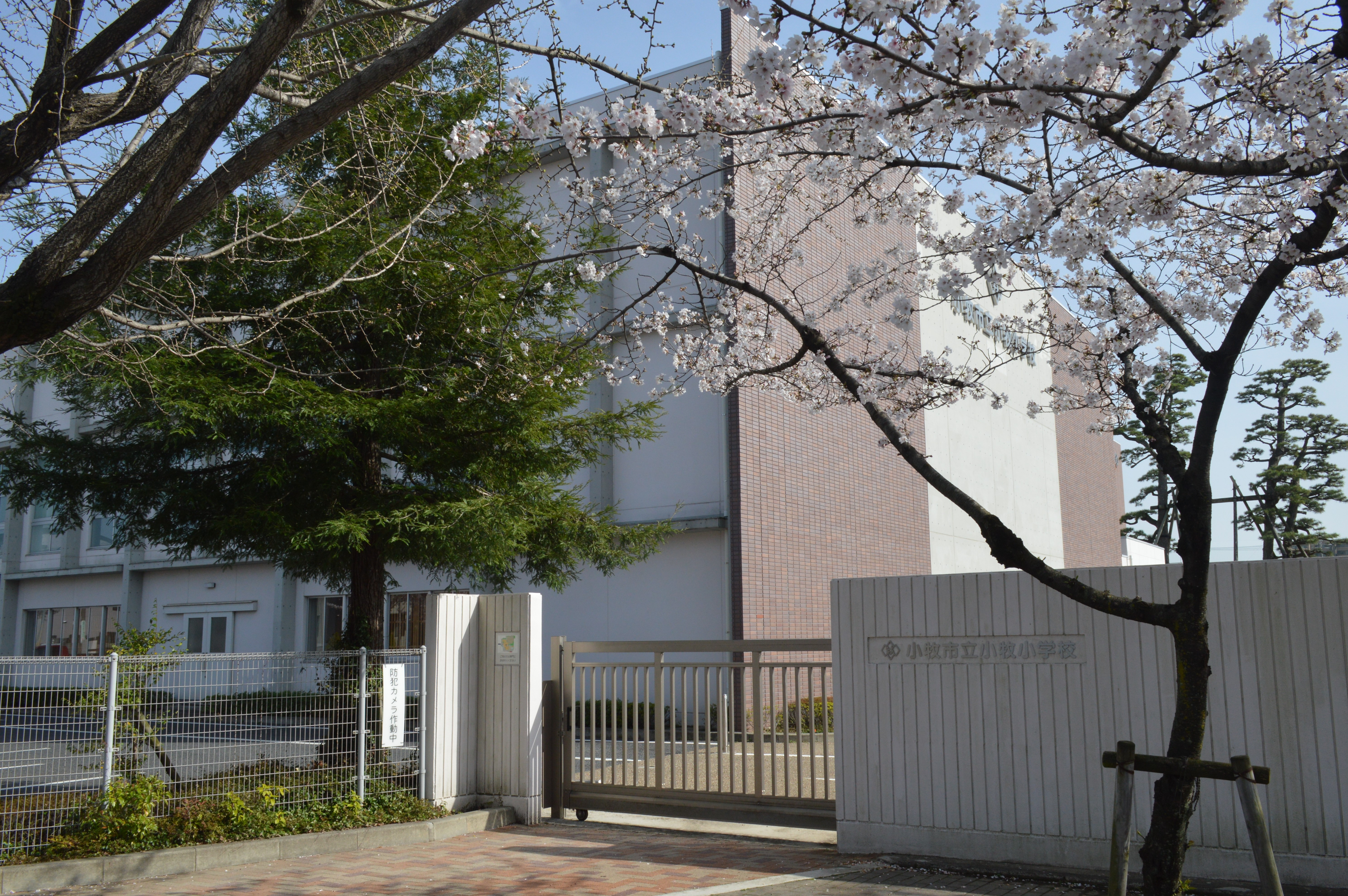
正門

小牧市立小牧小学校（こまきしりつ こまきしょうがっこう）は、愛知県小牧市にある市立の小学校である。

## 沿革
- 1873年（明治6年） - 創立[1]。
- 1991年（平成3年）3月30日 - 学校が所蔵する福澤諭吉の書が小牧市指定有形文化財に指定される[2]。
- 1998年（平成10年）3月27日 - 校庭にあるクロマツが小牧市天然記念物に指定される[3]。

## 校訓
- 身体健康精神活溌
  - 学校所蔵の福澤諭吉の書に書かれている言葉を校訓としている。

## 通学区域
- 小牧市[4]
  - 北外山入鹿新田（一部の地域）
  - 東新町
  - 小牧原新田（一部の地域）
  - 小牧（一部の地域）
  - 曙町
  - 堀の内一丁目から五丁目
  - 新町三丁目（一部の地域）
  - 小牧一丁目から三丁目
  - 小牧四丁目（一部の地域）
  - 小牧五丁目（一部の地域）
  - 川西一丁目から二丁目
  - 中央一丁目から二丁目
  - 中央三丁目（一部の地域）
  - 中央四丁目（一部の地域）
  - 中央六丁目（一部の地域）

## 周辺
- 小牧市市民会館・公民館
- 愛知県立小牧高等学校
- ラピオ
- 西源寺
- 戒蔵院
- 玉林寺
- 小牧神明社
- マックスバリュ小牧駅西店